# Angelo Rizzardini
Angelo Rizzardini lub Rizzardi (zm. po 1513, być może 1532 w Savigliano) – włoski dominikanin i inkwizytor.
Urodził się w Savigliano około połowy XV wieku. Wstąpił do zakonu dominikanów w konwencie św. Jana Chrzciciela w Saluzzo i przyjął święcenia kapłańskie. W 1481 decyzją kapituły generalnej zakonu został skierowany do Studium Generale w Pawii. W 1489 uzyskał tytuł magistra teologii na uniwersytecie w Pawii i został włączony do kolegium doktorów miejscowego wydziału teologicznego. Kontynuował pracę na uniwersytecie w Pawii do 1497, z przerwą w latach 1494–1496, gdy powrócił do swego macierzystego konwentu w Saluzzo. 
Na początku 1497 Angelo popadł w konflikt z bakałarzem sentencji w konwencie dominikańskim w Pawii, Vincenzo Dodo da Pavia. Rizzardini, wraz z jeszcze innym zakonnikiem, Albertem z Pawii, wnieśli przeciwko niemu bliżej niesprecyzowane zarzuty, prawdopodobnie o nadużycia finansowe, choć wiele wskazuje, że konflikt mógł mieć podłoże osobiste. Śledztwo przeprowadzone na zlecenie generała zakonu Gioacchino Torrianiego przez trzyosobową komisję doprowadziło jednak do uniewinnienia oskarżonego i w rezultacie Rizzardini i Albert zostali zobowiązani do pokrycia kosztów procesu. To jednak nie zakończyło sporu, gdyż obaj oskarżyciele skutecznie odwołali się do kapituły generalnej, po czym generał zakonu zlecił ponowne rozpatrzenie sprawy prawnikowi spoza zakonu dominikańskiego. Nie wiadomo, jaki był ostateczny rezultat, pewne jest jednak, że Angelo Rizzardini zakończył swą karierę na uniwersytecie w Pawii. Prawdopodobnie w latach 1498–1502 przebywał ponownie w konwencie w Saluzzo, a następnie został przeniesiony do konwentu w Albie. W międzyczasie, w 1501, opublikował w Wenecji dzieło Tomasza z Akwinu Summa contra gentiles.
20 maja 1505 generał zakonu Vincenzo Bandello mianował go inkwizytorem nowo utworzonego okręgu Casale Monferrato, obejmującego cały markizat Monferrato. O jego działalności w tym charakterze jednak nic nie wiadomo. Pewne jest natomiast, że najpóźniej na początku roku 1509 powrócił do macierzystego konwentu w Saluzzo. Krok ten wiązał się z przystąpieniem Rizzardiniego do Kongregacji Lombardzkiej, będącej zreformowaną (obserwancką) strukturą w zakonie dominikańskim, niezależną od władzy zakonnych prowincjałów i cieszącą się sporą autonomią nawet wobec generała zakonu. W następstwie powrotu Rizzardiniego do Saluzzo generał zakonu Tommaso de Vio w dniu 9 lipca 1509 zwolnił go z obowiązków inkwizytora Casale i jednocześnie mianował go inkwizytorem markizatu Saluzzo.
Jako inkwizytor Saluzzo Angelo Rizzardini prowadził w okresie od listopada 1509 do czerwca 1510 śledztwo w sprawie poglądów religijnych mieszkańców wsi Paesana i okolic, których podejrzewano o przynależność do heretyckiej wspólnoty waldensów. Początkowo ogłosił tzw. "czas łaski", czyli okres, w którym wszyscy winni herezji mogli dobrowolnie wyznać swe winy nie tracąc życia, majątku ani wolności. Ponieważ apel ten nie odniósł żadnego skutku, Rizzardini przystąpił do przesłuchiwania osób, które uznał za podejrzane na podstawie pogłosek. Cztery zatrzymane i przesłuchane przez niego osoby, Piero Faro, Luchino Maria, Frances Maria i Balangier Lanfrè, zeznały, że wszyscy mieszkańcy tej okolicy są waldensami. W tej sytuacji Angelo zwrócił się do markizy Saluzzo Małgorzaty de Foix o pomoc zbrojną w celu aresztowania heretyków. Markiza wydała zgodę, jednak większość waldensów zdołała uciec. Kilkunastu zostało jednak schwytanych i postawionych przed sądem inkwizycji. W Niedzielę Palmową pięciu waldensów (Frances Maria, Iacobino Mainer, Luchino Maria, Antoni Lanfrè i Vigliermo Maria) zostało skazanych na śmierć. Ze względu na pogodę (opady śniegu) wykonanie wyroku jednak odroczono do następnego dnia. W nocy wszyscy skazani jednak uciekli. W rezultacie Angelo Rizzardini zdecydował, że trzej inni heretycy, Genet Iulian, Gienet Maria i Balangier Lanfrè zostaną spaleni zamiast zbiegów, mimo że dobrowolnie przyznali się do herezji i okazali skruchę, a on sam wcześniej obiecał im łaskę. Ogółem, w ciągu całego okresu swej działalności inkwizycyjnej w Saluzzo, Angelo Rizzardini wydał 10 wyroków śmierci (w tym 5 wykonanych) oraz 6 wyroków skazujących na chłostę i banicję. Zarządził także konfiskatę majątków wszystkich tych, którzy uciekli oraz nakazał zburzenie domu, który służył waldensom za miejsce zgromadzeń. 
Zeznania uzyskane podczas śledztwa w Paesanie w 1510 dostarczyły Rizzardiniemu materiału do sporządzenia katalogu błędów doktrynalnych (z punktu widzenia Kościoła) waldensów, zatytułowanego Errores Valdensium in Paesana commorantium. Dokument ten jest bardzo istotnym źródłem wiedzy o wierzeniach waldensów w przededniu reformacji.
W czerwcu 1510 Angelo Rizzardini został nagle odwołany przez władze zakonne z funkcji inkwizytora Saluzzo i zastąpiony na tym stanowisku przez Agostino Maggio da Pavia. Prawdopodobnie przyczyną tego była decyzja Rizzardiniego o opuszczeniu szeregów Kongregacji Lombardzkiej, wiadomo bowiem, że kapituła generalna zakonu obradująca w Genui w 1513 zatwierdziła jego przeniesienie do konwentu w Savigliano, podległego prowincjałowi Lombardii Górnej, a nie Kongregacji Lombardzkiej. 
Zmarł w Savigliano, prawdopodobnie w 1532.